# Problem okvira
U veštačkoj inteligenciji, sa implikacijama na kognitivnu nauku, problem okvira opisuje problem sa upotrebom logike prvog reda za izražavanje činjenica o robotu u svetu. Predstavljanje stanja robota tradicionalnom logikom prvog reda zahteva upotrebu mnogih aksioma koji jednostavno impliciraju da se stvari u okruženju ne menjaju proizvoljno. Na primer, Hejes opisuje „svet blokova“ sa pravilima o slaganju blokova zajedno. U logičkom sistemu prvog reda, potrebni su dodatni aksiomi da bi se zaključilo o okruženju (na primer, da blok ne može promeniti poziciju osim ako se fizički ne pomeri). Problem okvira je problem pronalaženja adekvatnih kolekcija aksioma za održiv opis okruženja robota.
Džon Makarti i Patrik Dž. Hajes definisali su ovaj problem u svom članku iz 1969. Neki filozofski problemi sa stanovišta veštačke inteligencije. U ovom radu, kao i mnogima koji su usledili, formalni matematički problem je bio polazna tačka za opštije diskusije o poteškoćama u predstavljanju znanja za veštačku inteligenciju. Pitanja kao što su: kako obezbediti racionalne podrazumevane pretpostavke i šta ljudi smatraju zdravim razumom u virtuelnom okruženju.
U filozofiji, problem okvira je postao šire shvaćen u vezi sa problemom ograničavanja verovanja koja se moraju ažurirati kao odgovor na akcije. U logičkom kontekstu, akcije su tipično specificirane onim što menjaju, uz implicitnu pretpostavku da sve ostalo (okvir) ostaje nepromenjeno.

## Literatura
- Doherty, P.; Gustafsson, J.; Karlsson, L.; Kvarnström, J. (1998). „TAL: Temporal action logics language specification and tutorial”. Electronic Transactions on Artificial Intelligence. 2 (3–4): 273—306.
- Gelfond, M.; Lifschitz, V. (1993). „Representing action and change by logic programs”. Journal of Logic Programming. 17 (2–4): 301—322. doi:10.1016/0743-1066(93)90035-f.
- Gelfond, M.; Lifschitz, V. (1998). „Action languages”. Electronic Transactions on Artificial Intelligence. 2 (3–4): 193—210.
- Hanks, S.; McDermott, D. (1987). „Nonmonotonic logic and temporal projection”. Artificial Intelligence. 33 (3): 379—412. doi:10.1016/0004-3702(87)90043-9.
- Levesque, H.; Pirri, F.; Reiter, R. (1998). „Foundations for the situation calculus”. Electronic Transactions on Artificial Intelligence. 2 (3–4): 159—178.
- Liberatore, P. (1997). „The complexity of the language A”. Electronic Transactions on Artificial Intelligence. 1 (1–3): 13—37.
- Lifschitz, V. (2012). „The frame problem, then and now” (PDF). University of Texas at Austin. Архивирано (PDF) из оригинала 2014-02-11. г. Presented at Celebration of John McCarthy's Accomplishments, Stanford University, March 25, 2012.
- McCarthy, J.; Hayes, P. J. (1969). „Some philosophical problems from the standpoint of artificial intelligence”. Machine Intelligence. 4: 463—502. CiteSeerX 10.1.1.85.5082 .
- McCarthy, J. (1986). „Applications of circumscription to formalizing common-sense knowledge”. Artificial Intelligence. 28: 89—116. CiteSeerX 10.1.1.29.5268 . doi:10.1016/0004-3702(86)90032-9.
- Miller, R.; Shanahan, M. (1999). „The event-calculus in classical logic - alternative axiomatizations”. Electronic Transactions on Artificial Intelligence. 3 (1): 77—105.
- Pirri, F.; Reiter, R. (1999). „Some contributions to the metatheory of the Situation Calculus”. Journal of the ACM. 46 (3): 325—361. S2CID 16203802. doi:10.1145/316542.316545.
- Reiter, R. (1980). „A logic for default reasoning” (PDF). Artificial Intelligence. 13 (1–2): 81—132. CiteSeerX 10.1.1.250.9224 . doi:10.1016/0004-3702(80)90014-4.
- Reiter, R. (1991). „The frame problem in the situation calculus: a simple solution (sometimes) and a completeness result for goal regression”.  Ур.: Lifschitz, Vladimir. Artificial Intelligence and Mathematical Theory of Computation: Papers in Honor of John McCarthy. New York: Academic Press. стр. 359—380. CiteSeerX 10.1.1.137.2995 .
- Sandewall, E. (1972). „An approach to the Frame Problem and its Implementation”. Machine Intelligence. 7: 195—204.
- Sandewall, E. (1994). Features and Fluents. (vol. 1). New York: Oxford University Press. ISBN 978-0-19-853845-5.
- Sandewall, E.; Shoham, Y. (1995). „Non-monotonic Temporal Reasoning”.  Ур.: Gabbay, D. M.; Hogger, C. J.; Robinson, J. A. Handbook of Logic in Artificial Intelligence and Logic Programming. (vol. 4). Oxford University Press. стр. 439—498. ISBN 978-0-19-853791-5.
- Sandewall, E. (1998). „Cognitive robotics logic and its metatheory: Features and fluents revisited”. Electronic Transactions on Artificial Intelligence. 2 (3–4): 307—329.
- Shanahan, M. (1997). Solving the frame problem: A mathematical investigation of the common sense law of inertia. MIT Press. ISBN 9780262193849.
- Thielscher, M. (1998). „Introduction to the fluent calculus”. Electronic Transactions on Artificial Intelligence. 2 (3–4): 179—192.
- Toth, J.A. (1995). „Book review. Kenneth M. and Patrick J. Hayes, eds”. Reasoning Agents in a Dynamic World: The Frame Problem. Artificial Intelligence. 73 (1–2): 323—369. doi:10.1016/0004-3702(95)90043-8 .
- Turner, H. (1997). „Representing actions in logic programs and default theories: a situation calculus approach” (PDF). Journal of Logic Programming. 31 (1–3): 245—298. doi:10.1016/s0743-1066(96)00125-2 .

## Spoljašnje veze
- Zalta, Edward N. (ур.). „The Frame Problem”. Stanford Encyclopedia of Philosophy.
- Some Philosophical Problems from the Standpoint of Artificial Intelligence; the original article of McCarthy and Hayes that proposed the problem.